# Qatar Foundation

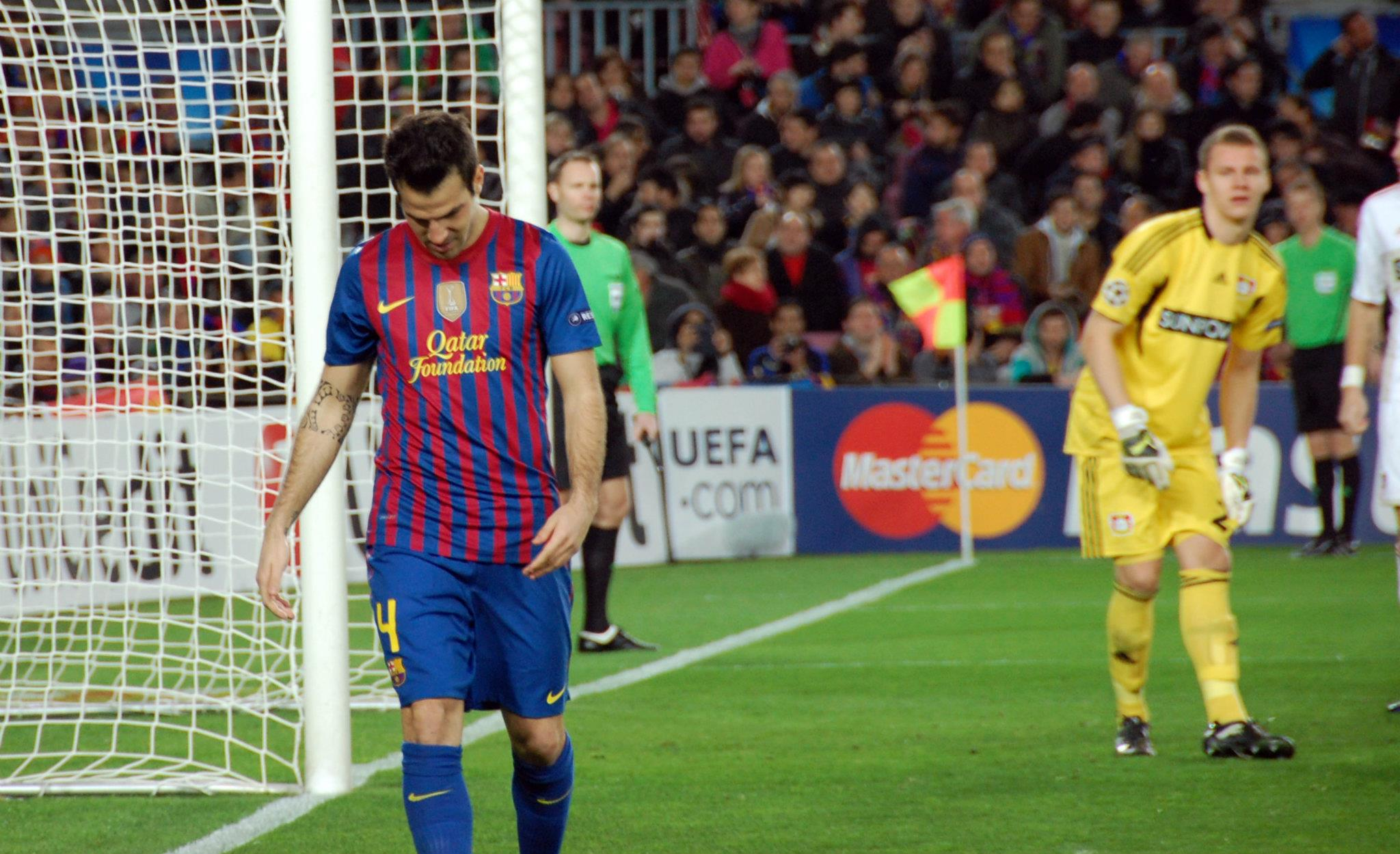
Die Qatar Foundation als Trikotsponsor für den FC Barcelona

Die Qatar Foundation (arabisch مؤسسة قطر, DMG Muʾassasat Qaṭar) ist eine private Stiftung im Emirat Katar. Sie wurde 1995 von Scheich Hamad bin Chalifa Al Thani und dessen zweiter Frau Mozah bint Nasser Al Missned gegründet. Den Stiftungsvorsitz hat seitdem Mozah bint Nasser Al Missned. Die Qatar Foundation fördert Bildungs- und Wissenschaftsprojekte, wie beispielsweise das Universitätsgelände Education City bei Doha, auf dem sich verschiedene Universitäten – unter anderem besitzen sechs US-Universitäten dort Außenstellen – versammelt haben. Zu den geförderten Projekten zählt außerdem das Technologiezentrum Qatar Science & Technology Park (QSTP), auf dem sich zahlreich internationale Unternehmen zu Forschungs- und Entwicklungszwecken niedergelassen haben.
Am 10. Dezember 2010 hat der FC Barcelona einen Sponsorenvertrag für Trikotwerbung über 170 Millionen Euro (bezahlt von der Qatar Sports Investment) für den Zeitraum von fünf Jahren mit der Qatar Foundation bekannt gegeben. Da die Qatar Foundation auch als Geldgeber der Hamas gilt und Verbindungen zu Yusuf al-Qaradawi pflegt, stieß der Vertrag auf Kritik.